# JasperReports
JasperReports (укр. Джа́спер-ріпо́тс) — це Java-бібліотека для створення звітів. На основі XML-шаблонів генеруються готові для друку документи, що використовують дані із різних джерел, в тому числі JDBC. Звіти можуть виводитись на екран, принтер або в форматі PDF, HTML, XLS, RTF, ODT, CSV, XML.

## Можливості
- Підтримка різних джерел даних: JDBC, CALS Table Models, XML, CSV, JavaBeans, EJBQL, Hibernate, а також можливість використання власного джерела даних на основі інтерфейсу JRDataSource

- Експорт в різні формати даних: PDF, HTML, XLS, RTF, ODT, CSV, XML.

- Використання так званих скриплетів (scriptlets) на Java, які можуть бути викликані до чи після певних етапів генерації звітів, таких як Звіт (Report), Сторінка (Page), Колонка (Column) та Група (Group)

- Реалізація діаграм (charts) на основі бібліотеки  JFreeChart.

- Реалізація підзвітів (subreports).

- Реалізація кростаблиць (crosstabs).

## JRXML шаблон
Дизайн JasperReports описується в спеціальному XML файлі шаблону, який називається JRXML. Цей шаблон можна створити в ручному режимі (текстовий редактор), або використовуючи різноманітні графічні дизайнери для JasperReports.

## Графічні дизайнери для JasperReports
- iReport
- JasperAssistant [Архівовано 20 грудня 2008 у Wayback Machine.]
- Plazma Report Designer [Архівовано 24 серпня 2011 у Wayback Machine.]
- JasperWave Report Designer - безкоштовний редактор шаблонів для JasperReports, побудований на Eclipse платформі
- DynamicReports : Open source Java API reporting library based on JasperReports [Архівовано 23 вересня 2010 у Wayback Machine.]

1. ↑  The jasperreports Open Source Project on Open Hub: Languages Page — 2006.